# Aeroportul Tuticorin
Aeroportul Tuticorin (IATA: TCR, ICAO: VOTK) este un aeroport din Tamil Nadu, India ce deservește zona Thoothukkudi. Aeroportul a fost tranzitat în decembrie 2022 de 16.123 de pasageri.
Situat la o altitudine de 39 m, aeroportul dispune de o singură pistă. Este operat de Airports Authority of India⁠(d).